# Приморская (станция метро)
«Примо́рская» — станция Петербургского метрополитена, расположена на Невско-Василеостровской линии между станциями «Василеостровская» и «Зенит». До 26 мая 2018 года являлась конечной на линии, а также самой западной в России.
Станция открыта 28 сентября 1979 года в составе участка «Василеостровская» — «Приморская». Наименование получила из-за близкого расположения от берега Финского залива. В проекте станция носила названия «Остров Декабристов» и «Взморье». Пассажиропоток в «часы пик» составляет приблизительно 10 тыс. человек в час.

## Наземные сооружения
Станция расположена на острове Декабристов, на пересечении улицы Одоевского и Наличной улицы. К павильону станции в 1980-х годах был пристроен «Дом Связи-2», в котором располагаются службы метрополитена и Музей Петербургского метрополитена, а также банкетный зал «Юбилейный», который зачастую функционирует как кафе.
Вблизи метро располагается большое количество торговых комплексов и площадок.
Планируется в течение 2020—2026 годов строительство второго наклонного хода и наземного вестибюля станции. Он расположится западнее дома 28 по улице Одоевского на месте нынешний стройплощадки несостоявшегося апартамент-отеля на изгибе улицы Беринга, на другой стороне реки Смоленки.

## Подземные сооружения
«Приморская» — колонно-стеновая станция глубокого заложения (глубина ≈ 68 м). Сооружена по проекту архитекторов В. Н. Соколова, Н. И. Стародубова и В. А. Реппо. Первая по времени открытия станция на линии, не являющаяся «горизонтальным лифтом». Главный инженер проекта — Георгий Павлович Конончук («Ленметрогипротранс»).
Путевые стены и колонны облицованы серым рускеальским мрамором с белыми и тёмно-серыми прожилками, образующими волнистый узор. Ряды колонн прерываются в четырёх местах короткими простенками, на которых помещены медальоны с горельефами знаменитых кораблей русского и советского флота, чей путь начинался в городе на Неве. В торце подземного зала располагается композиция из якорей, подчёркивающая близость Балтийского моря (скульптор Г. В. Додонова).
Наклонный ход, содержащий три эскалатора, расположен в северном торце станции. По сей день он сохраняет в качестве светильников классические «световые столбики», которые из-за недостаточной силы освещения, да и морального устаревания постепенно заменяются на «факелы».
С ноября 2015 года по 2017 год на станции проводились испытания автоматических станционных дверей (на стороне отправления поездов к станции «Василеостровская»).

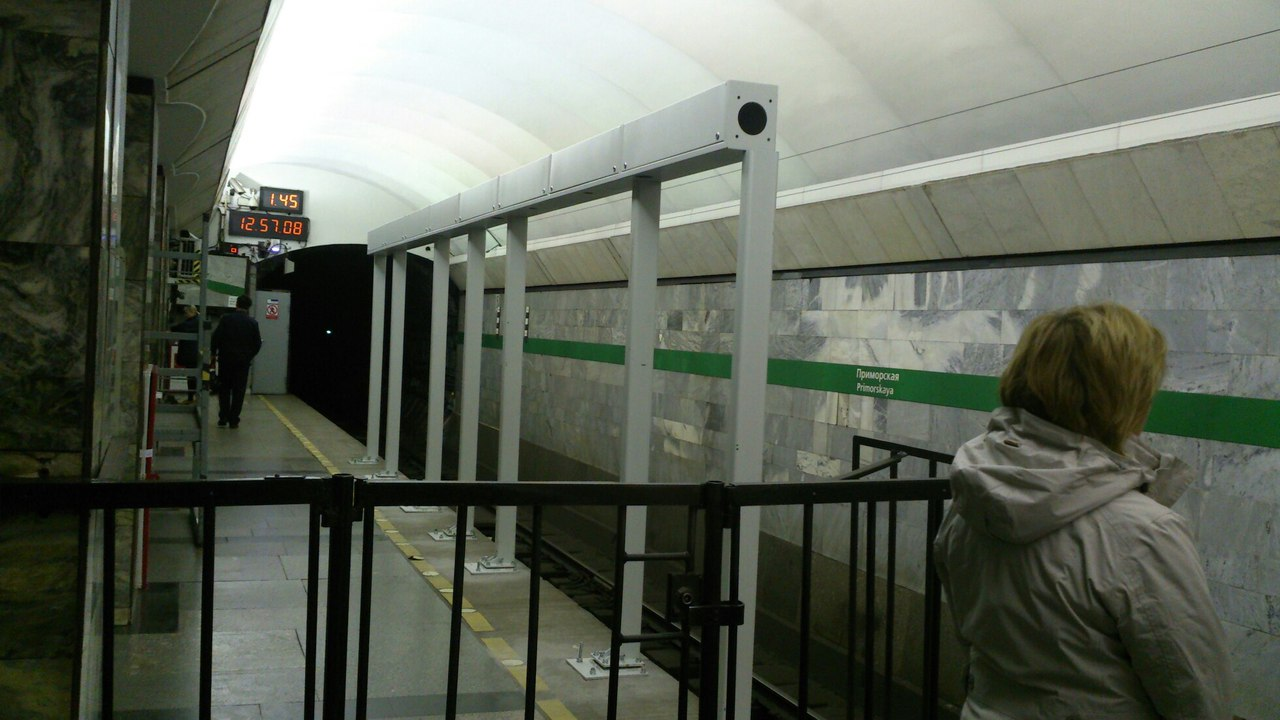
Установка металлоконструкций
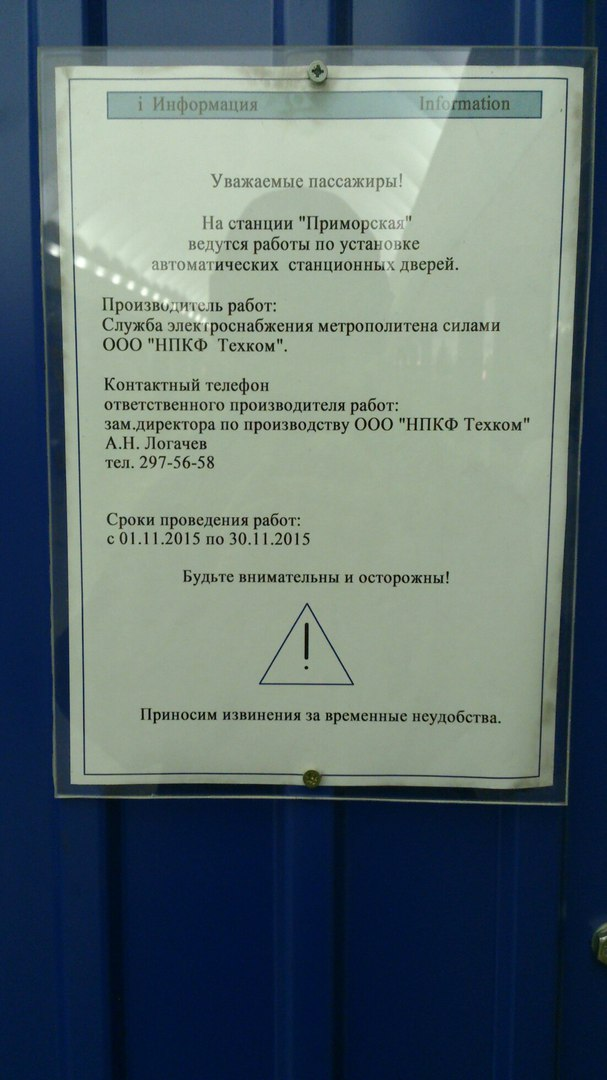
Объявление о проведении работ
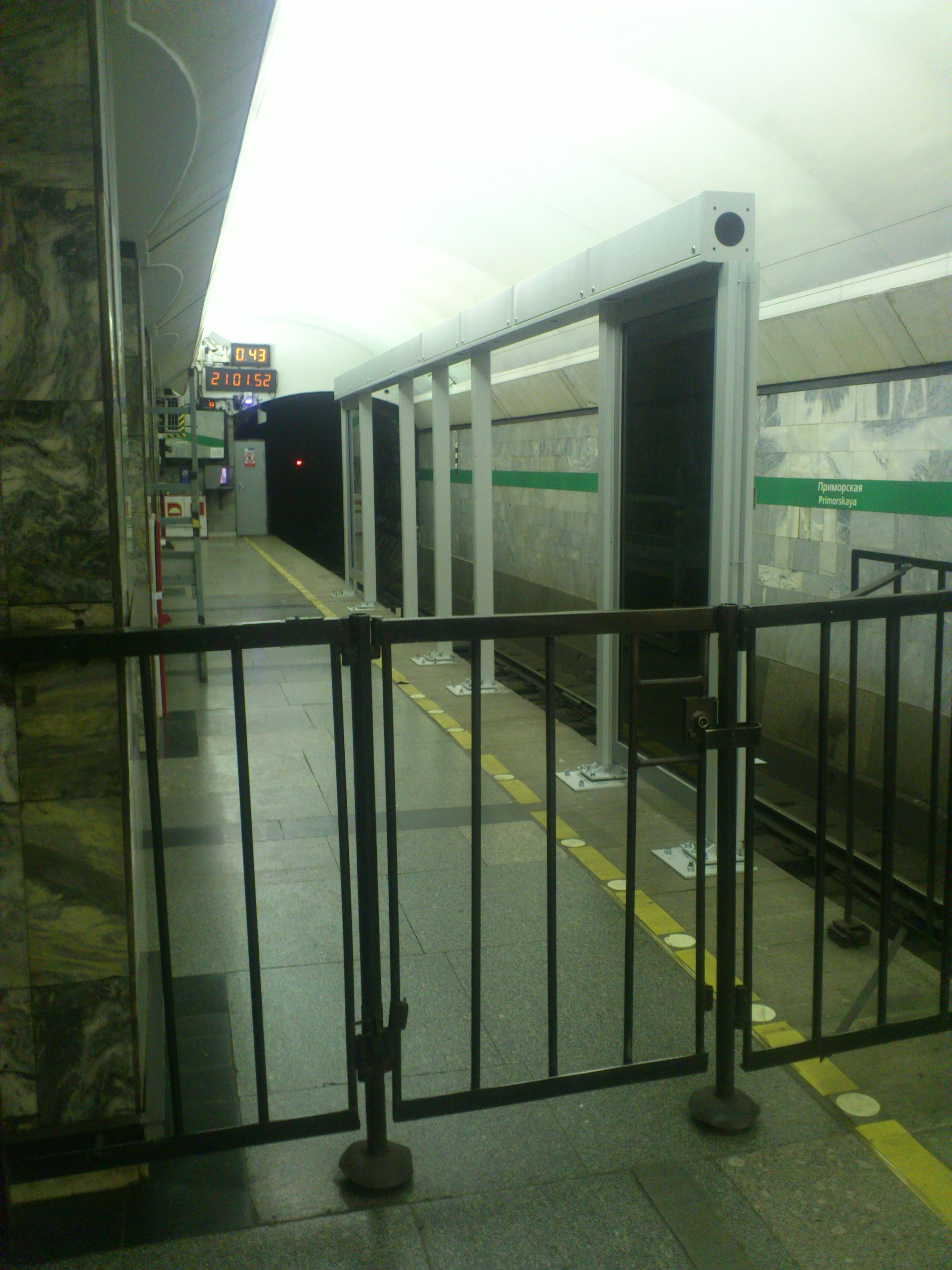
Установка стеклянных дверей

## Путевое развитие
Западнее станции расположен пошёрстный съезд, использовавшийся для оборота поездов с момента открытия станции в 1979 году и до продления линии к станции «Беговая» в 2018 году. Дополнительные пути за станцией организованы не были, так как изначально планировалось, что линия будет практически сразу продлена в сторону стадиона имени С. М. Кирова (ныне на его месте расположен стадион Газпром Арена).
На пятом станционном пути (первый главный путь) до 2016 года был расположен пункт технического обслуживания (ПТО). До продления третьей линии шестой станционный путь (второй главный путь) заворачивал на северо-запад. В конце шестого станционного пути находилась демонтажная камера ТПМК.
Под улицей Кораблестроителей два однопутных тоннеля сопрягаются в один двухпутный, который тянется вплоть до станции «Беговая».

## Особенности работы станции
- Проведённое совместно с ленинградской лабораторией ЦНИИСа и Ленметрогипротрансом изучение возможности замены металлических ригелей на железобетонные на опытном участке станции «Приморская» позволило определить параметры конструктивных решений будущих станций.
- До 13 мая 2018 года посадка пассажиров в первый вагон поезда в сторону станции «Рыбацкое» не осуществлялась. Там находился решётчатый заборчик. Он там нужен был для исключения давки у эскалаторов на следующей крайне перегруженной станции — «Василеостровская». С помощью этого заборчика первый вагон всегда приходил на «Василеостровскую» пустым. В связи с продлением линии на северо-запад данное ограничение было снято.

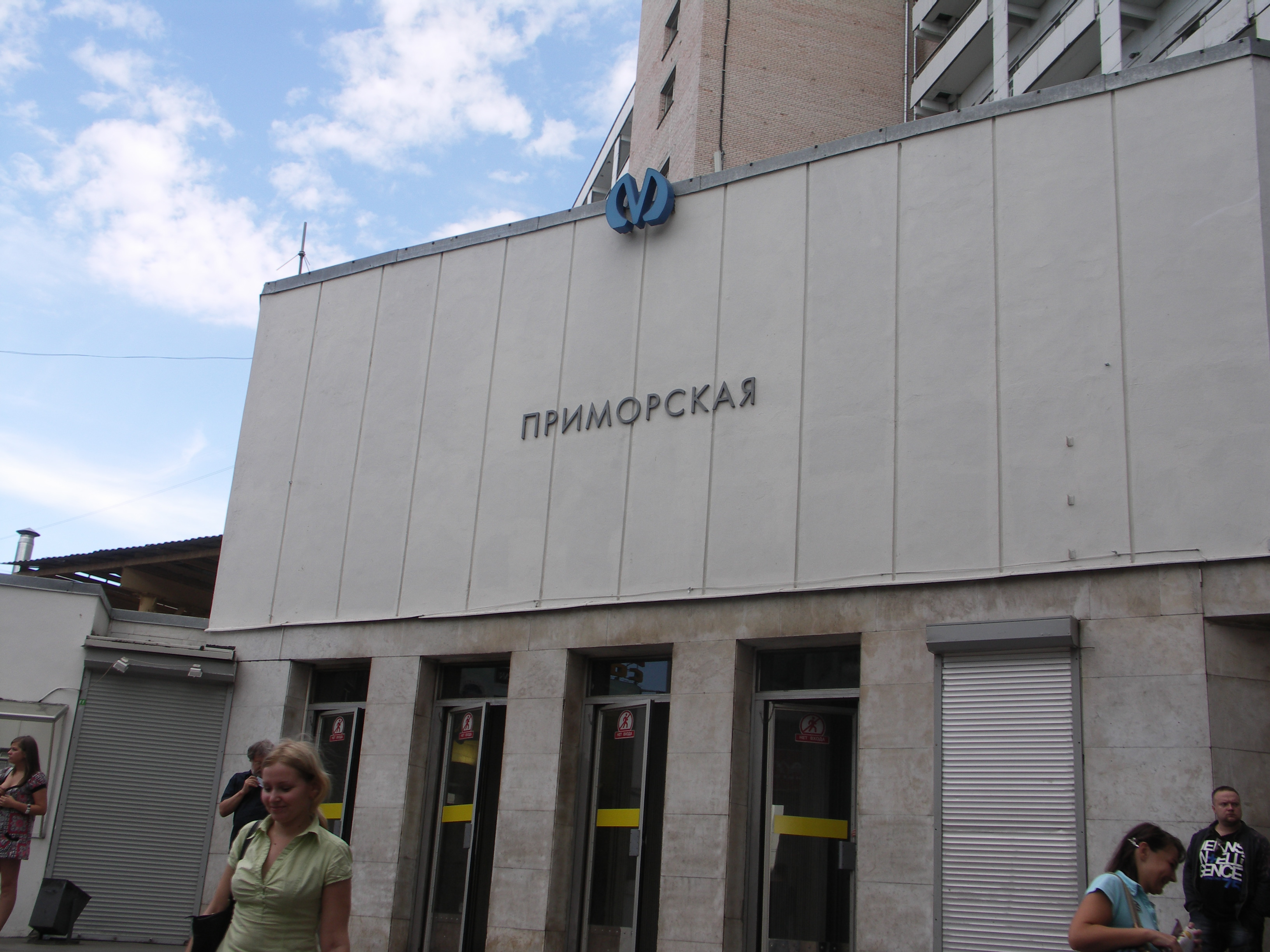
Вестибюль
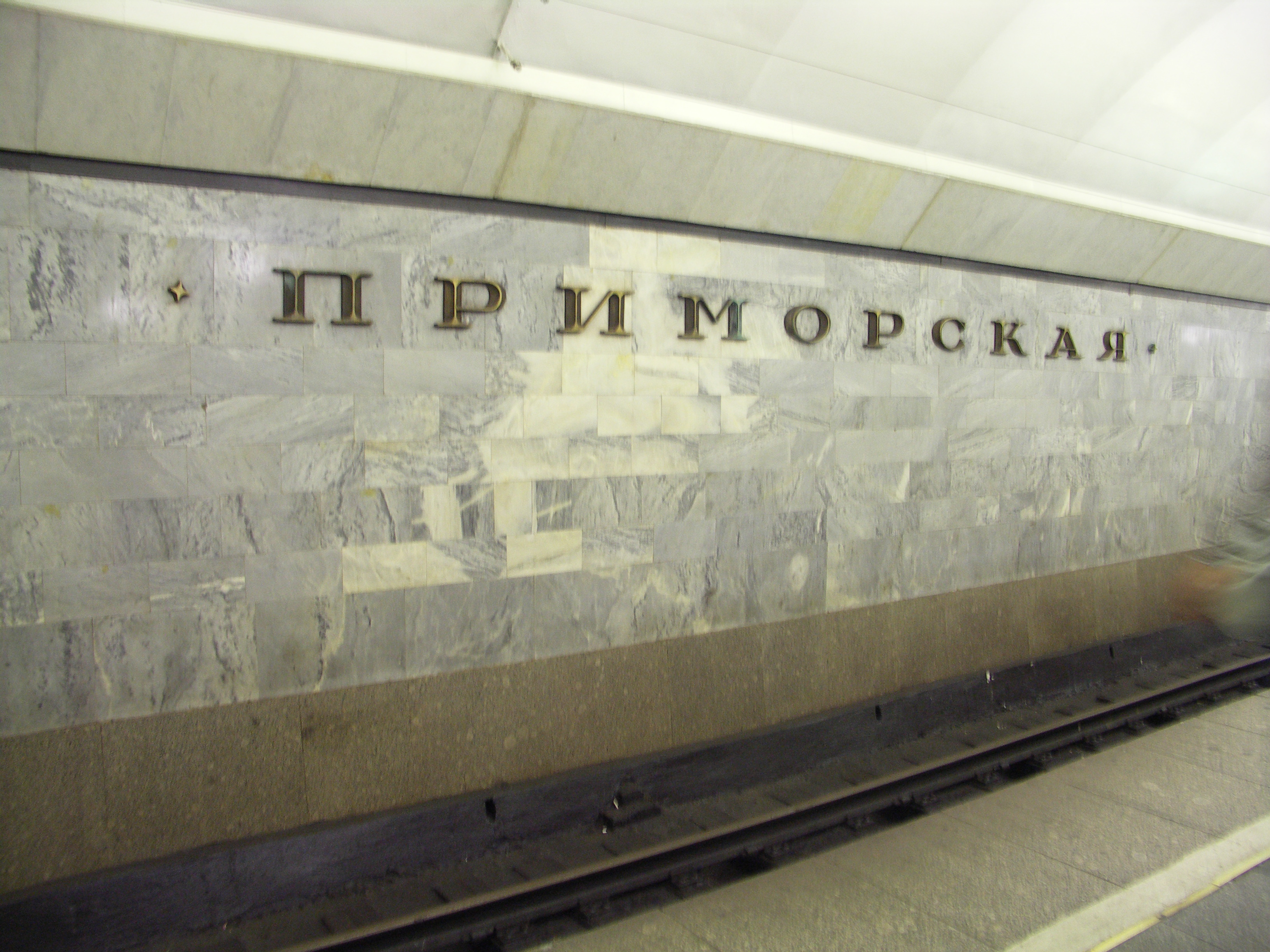
Путевая стена с названием станции
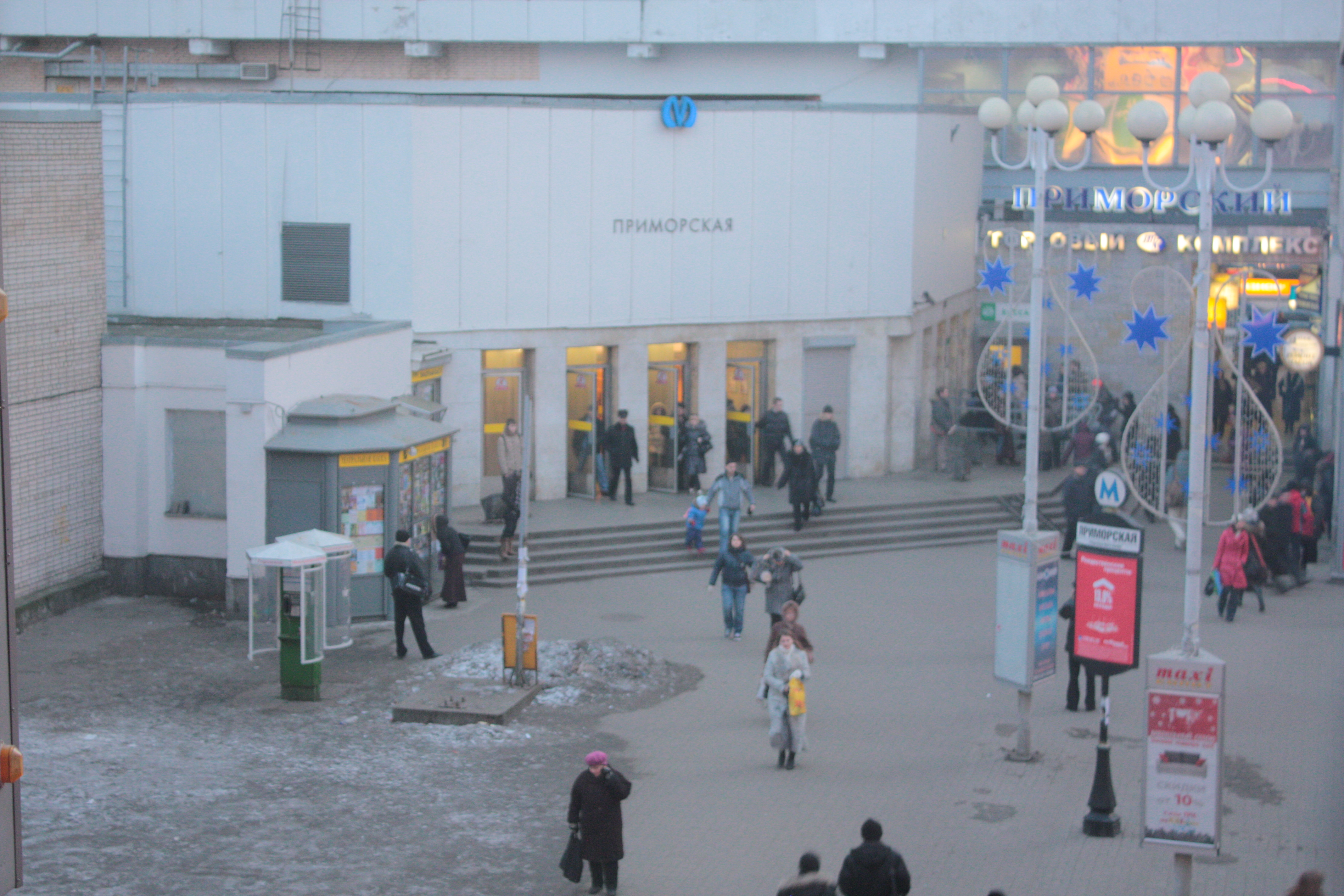
Вестибюль

## Наземный транспорт

#### Автобусы
| №       | Пересадки | Конечный пункт 1   | Конечный пункт 2                               |
| ------- | --- | ------------------ | ---------------------------------------------- |
| 1       | Горный институт Василеостровская Спортивная Чкаловская Петроградская Чёрная речка                                   | Наличная улица     | Новосибирская улица                            |
| 6       | Василеостровская | Наличная улица     | Нарвская                                       |
| 7       | Горный институт Адмиралтейская Невский проспект Гостиный Двор                                                       | Наличная улица     | Площадь Восстания Маяковская Московский вокзал |
| 41 42   | Василеостровская | Наличная улица     | Наличная улица                                 |
| 100     | Василеостровская | Наличная улица     | Балтийская Балтийский вокзал                   |
| 128     | Горный институт Василеостровская Спортивная Петроградская                                                           | Наличная улица     | Аптекарская набережная                         |
| 151 152 | Горный институт Василеостровская                                                                                    | Наличная улица     | Наличная улица                                 |
| 158     | - | Наличная улица     | Морской Фасад                                  |
| 168     | - | Наличная улица     | Улица Чирикова                                 |
| 220     | - | Улица Чирикова     | Крестовский Остров                             |
| 230     | Выборгкая Петроградская Спортивная Василеостровская                                                                 | Пискарёвка         | Уральская улица                                |
| 249     | Пискарёвка Лесная Петроградская Спортивная Василеостровская                                                         | Ручьи              | Приморская                                     |
| 261     | - | Морская набережная | Морская набережная                             |
| 262     | Горный институт Сенная площадь Спасская Садовая Технологический институт Пушкинская Звенигородская Витебский вокзал | Наличная улица     | Звенигородская улица                           |

#### Троллейбусы
| №  | Пересадки | Конечный пункт 1        | Конечный пункт 2   |
| -- | --- | ----------------------- | ------------------ |
| 9  | Спортивная | улица Кораблестроителей | Петроградская      |
| 10 | Горный институт Адмиралтейская Невский проспект Гостиный Двор Площадь Восстания Маяковская Московский вокзал                                 | Улица Кораблестроителей | Новгородская улица |
| 12 | Чернышевская Владимирская Достоевская Пушкинская Звенигородская Витебский вокзал Сенная площадь Спасская Садовая Василеостровская Приморская | Улица Кораблестроителей | Тульская улица     |
| 28 | Василеостровская | Улица Кораблестроителей | Университет        |

#### Трамваи
| № | Пересадки                               | Конечный пункт 1        | Конечный пункт 2                  |
| - | --------------------------------------- | ----------------------- | --------------------------------- |
| 1 | Горный институт                         | Улица Кораблестроителей | Детская улица                     |
| 6 | Василеостровская Спортивная Горьковская | Улица Кораблестроителей | Площадь Ленина Финляндский вокзал |

## Станция в цифрах

### Режим работы станции
| Время открытия по чётным дням | Время открытия по нечётным дням | Время закрытия на вход | Время закрытия на выход |
| ----------------------------- | ------------------------------- | ---------------------- | ----------------------- |
| 5:34                          | 5:34                            | 0:35                   | 1:00                    |

### Отправления первого и последнего поезда со станции
| Первый поезд до ст. Рыбацкое (чётные дни) | Первый поезд до ст. Рыбацкое (нечётные дни) | Последний поезд до ст. Рыбацкое |
| ----------------------------------------- | ------------------------------------------- | ------------------------------- |
| 5:43                                      | 5:46                                        | 0:17                            |

## Перспективы
На 2023—2026 годы запланировано строительство второго наклонного хода станции.